# Zasullea, Lubnî
Zasullea (în ucraineană Засулля) este localitatea de reședință a comunei Zasullea din raionul Lubnî, regiunea Poltava, Ucraina.

## Demografie
Componența lingvistică a localității Zasullea
     Ucraineană (96,13%)
     Rusă (3,46%)
     Alte limbi (0,3%)
Conform recensământului din 2001, majoritatea populației localității Zasullea era vorbitoare de ucraineană (96,13%), existând în minoritate și vorbitori de rusă (3,46%).